# Lista tomów serii Saga winlandzka
Ten artykuł zawiera listę tomów serii Saga winlandzka autorstwa Makoto Yukimury, publikowanej nakładem wydawnictwa Kōdansha. Pierwszy rozdział mangi ukazał się 13 kwietnia 2005 w magazynie „Shūkan Shōnen Magazine”. Następnie seria została przeniesiona do czasopisma „Gekkan Afternoon”, gdzie ukazuje się od 24 grudnia 2005. Pierwsze dwa tomy zostały początkowo wydane pod imprintem Shōnen Magazine Comics, po przeniesieniu serii zaś do magazynu „Gekkan Afternoon” zostały wydane ponownie ze zmienionymi okładkami i komentarzami autora pod imprintem Afternoon KC. Według stanu na 21 czerwca 2024, do tej pory opublikowano 28 tankōbonów.
W Polsce seria ukazuje się w podwójnych tomach zbiorczych nakładem wydawnictwa Hanami.
| Nr | Język japoński       | Język japoński         | Język polski     | Język polski           |
| Nr | Data wydania         | ISBN                   | Data wydania     | ISBN                   |
| --- | -------------------- | ---------------------- | ---------------- | ---------------------- |
| 1 | 23 sierpnia 2006     | ISBN 978-4-06-314423-9 | styczeń 2017     | ISBN 978-83-65520-13-5 |
| Lista rozdziałów - 001. Normanowie (jap. 北人 Norumanni) - 002. Gdzieś, ale nie tu (jap. ここではないどこか Koko de wa nai dokoka) - 003. Dalej niż kraniec morza (jap. 海の果ての果て Umi no hate no hate) - 004. Łańcuchy nie do przerwania (jap. 解かれ得ぬ鎖 Tokare enu kusari) - 005. Troll (jap. 戦鬼 Tororu) |                      |                        |                  |                        |
| 2 | 23 sierpnia 2006     | ISBN 978-4-06-314428-4 | styczeń 2017     | ISBN 978-83-65520-13-5 |
| Lista rozdziałów - 006. Posłaniec z pola bitwy (jap. 戦場よりの使者 Senjō yori no shisha) - 007. Miecz (jap. 剣 Ken) - 008. Początek podróży (jap. 旅の始まり Tabi no hajimari) - 009. Pułapka na dalekim morzu (jap. 絶海の罠 Zekkai no wana) - 010. Bezsenna noc (jap. 夜の航跡 Yoru no kōseki) - 011. Klatka (jap. 檻 Ori) - 012. Więcej niż potwór (jap. 化け物以上上 Bakemono ijō) - 013. Zapach (jap. 匂い Nioi) - 014. Miecz Thorsa (jap. トールズの剣 Tōruzu no ken) - 015. Prawdziwy wojownik (jap. 本当の戦士 Hontō no senshi) - 016. Śmierć Thorsa (jap. トールズの死 Tōruzu no shi) |                      |                        |                  |                        |
| 3 | 23 października 2006 | ISBN 978-4-06-314433-8 | wrzesień 2017    | ISBN 978-83-65520-15-9 |
| Lista rozdziałów - 017. Anglia, rok 1008 (jap. イングランド―1008年― Ingurando ― 1008-nen ―) - 018. Anglia, rok 1013 (jap. イングランド―1013年― Ingurando ― 1013-nen ―) - 019. Potyczka na Moście Londyńskim (jap. ロンドン橋の死闘 Rondon-bashi no shitō) - 020. Ragnarok (jap. ラグナロク Ragunaroku) - 021. Walhalla (jap. ヴァルハラ Varuhara) |                      |                        |                  |                        |
| 4 | 23 lutego 2007       | ISBN 978-4-06-314440-6 | wrzesień 2017    | ISBN 978-83-65520-15-9 |
| Lista rozdziałów - 022. Dziecko Trolla (jap. 戦鬼の子 Tororu no ko) - 023. Posiłki (jap. 援軍 Engun) - 024. Kraina na przeciwległym brzegu (jap. 対岸の国 Taigan no kuni) - 025. Blef (jap. ハッタリ Hattari) - 026. Artorius (jap. アルトリウス Arutoriusu) - 027. Wojownik i mnich (jap. 戦士と修道士 Senshi to shūdōshi) - 028. Atak w ciemności (jap. 夜間襲撃 Yakan shūgeki) |                      |                        |                  |                        |
| 5 | 23 października 2007 | ISBN 978-4-06-314473-4 | maj 2018         | ISBN 978-83-65520-22-7 |
| Lista rozdziałów - 029. Ojcowie i dzieci (jap. 父と子 Chichi to ko) - 030. Uczta pana i służącego (jap. 主従の食卓 Shujū no shokutaku) - 031. Historia bestii (jap. ケダモノの歴史 Kedamono no rekishi) - 032. Uciekający oddział (jap. 逃亡兵団 Tōbō heidan) - 033. Zdrada (jap. 裏切り Uragiri) - 034. Avalon (jap. アヴァロン Avaron) - 035. Starcie (jap. 両軍接触 Ryōgun sesshoku) |                      |                        |                  |                        |
| 6 | 23 czerwca 2008      | ISBN 978-4-06-314510-6 | maj 2018         | ISBN 978-83-65520-22-7 |
| Lista rozdziałów - 036. Dwóch na polu walki (jap. 戦場のふたり Senjō no futari) - 037. Definicja miłości (jap. 愛の定義 Ai no teigi) - 038. Poza kołyską (jap. ゆりかごの外 Yurikago no soto) - 039. Przebudzenie króla (jap. 王の目覚め Ō no mezame) - 040. Opowieść o Thorsie (jap. トールズ伝 Tōruzu-den) - 041. Potyczka (jap. 共闘 Kyōtō) - 042. Arbitraż (jap. 裁定 Saitei) |                      |                        |                  |                        |
| 7 | 23 lutego 2009       | ISBN 978-4-06-314544-1 | kwiecień 2019    | ISBN 978-83-65520-35-7 |
| Lista rozdziałów - 043. Bezpieczny powrót księcia (jap. 王子生還 Ōji seikan) - 044. Klątwa korony (jap. 王冠の呪い Ōkan no noroi) - 045. Ostatni przyjaciel (jap. 最後の友達 Saigo no tomodachi) - 046. Dwa samotne wilki (jap. 二匹の孤狼 Nihiki no korō) - 047. Nieobecność bohatera (jap. 英雄不在 Eiyū fuzai) - 048. Ponowne spotkanie (jap. 再会 Saikai) - 049. Karlsefni (jap. カルルセヴニ Karurusevuni) |                      |                        |                  |                        |
| 8 | 23 września 2009     | ISBN 978-4-06-314581-6 | kwiecień 2019    | ISBN 978-83-65520-35-7 |
| Lista rozdziałów - 050. Spisek (jap. 謀略 Bōryaku) - 051. Przeliczenie (jap. 誤算 Gosan) - 052. Odrodzenie (jap. 英雄復活 Eiyū fukkatsu) - 053. Wściekłość króla Brytanii (jap. ブリタニア王猛る Buritania-ō takeru) - 054. Koniec prologu (jap. END OF THE PROLOGUE) - 055. Niewolnik (jap. 奴隷 Dorei) - 056. Pole Ketila (jap. ケティル農場 Ketiru nōjō) |                      |                        |                  |                        |
| 9 | 23 czerwca 2010      | ISBN 978-4-06-310672-5 | sierpień 2019    | ISBN 978-83-65520-36-4 |
| Lista rozdziałów - 057. Panicz (jap. 若様 Wakasama) - 058. Ludzie, których można nawet zabić (jap. 殺してもいい人間 Koroshite mo ii ningen) - 059. Wąż (jap. 蛇 Hebi) - 060. Pierwszy przyjaciel (jap. 最初の友達 Saisho no tomodachi) - 061. Droga krwi (jap. 血の道 Chi no michi) - 062. Tak czyni Kanut (jap. クヌートのやり方 Kunūto no yarikata) - 063. Chcemy konia (jap. 馬がほしい Uma ga hoshii) - 064. Chcemy konia (ciąg dalszy) (jap. 続・馬がほしい Zoku – uma ga hoshii) |                      |                        |                  |                        |
| 10 | 22 kwietnia 2011     | ISBN 978-4-06-310736-4 | sierpień 2019    | ISBN 978-83-65520-36-4 |
| Lista rozdziałów - 065. Dom Wielkiego Pana (jap. 大旦那の家で Ōdanna no ie de) - 066. Kiełki (jap. 発芽 Hatsuga) - 067. Ketil Żelazna Pięść (jap. 鉄拳ケティル Tekken Ketiru) - 068. Pusty mężczyzna (jap. カラッポな男 Karappo na otoko) - 069. Znęcanie (jap. いじめ Ijime) - 070. W śnie (jap. 夢の中身 Yume no nakami) - 071. Przysięga (jap. 誓い Chikai) |                      |                        |                  |                        |
| 11 | 23 stycznia 2012     | ISBN 978-4-06-387801-1 | grudzień 2019    | ISBN 978-83-65520-39-5 |
| Lista rozdziałów - 072. Klątwa głowy (jap. 呪いの首 Noroi no kubi) - 073. Gdy będziemy wolni (jap. 自由になったら Jiyū ni nattara) - 074. Zbiegły niewolnik (jap. 逃亡奴隷 Tōbō dorei) - 075. Król i miecz (jap. 王と剣 Ō to ken) - 076. Wielka chwila Olmara (jap. オルマル晴れ舞台 Orumaru hare butai) - 077. Zniewaga (jap. 侮辱 Bujoku) - 078. Zdrada (jap. 反逆罪 Hangyaku-zai) |                      |                        |                  |                        |
| 12 | 22 listopada 2012    | ISBN 978-4-06-387850-9 | grudzień 2019    | ISBN 978-83-65520-39-5 |
| Lista rozdziałów - 079. Omen czarnych chmur (jap. 暗雲の先触れ An’un no sakibure) - 080. Atak Gardara (jap. ガルザル来襲 Garuzaru raishū) - 081. Burza (jap. 嵐 Arashi) - 082. Więzy (jap. 縛め Imashime) - 083. Pokuta (jap. 償い Tsugunai) - 084. Marzenie o dobrych czasach (jap. 都合のいい夢 Tsugō no ii yume) - 085. Konfrontacja (jap. 対決 Taiketsu) - 086. Dla nich nie ma powrotu (jap. 帰れないふたり Kaerenai futari) |                      |                        |                  |                        |
| 13 | 23 lipca 2013        | ISBN 978-4-06-387909-4 | październik 2020 | ISBN 978-83-65520-45-6 |
| Lista rozdziałów - 087. Pierwszy ruch (jap. 最初の手段 Saisho no shudan) - 088. Kara (jap. 罰 Batsu) - 089. Noc przed bitwą (jap. 開戦前夜 Kaisen zen’ya) - 090. Cena jedzenia (jap. 飯の代金 Meshi no daikin) - 091. Bitwa na polu Ketila (jap. ケティル農場の戦い Ketiru nōjō no tatakai) - 092. Sto chwil (jap. 百数える間 Hyaku kazoeru aida) - 093. Narodziny wojownika (jap. 戦士の誕生 Senshi no tanjō) |                      |                        |                  |                        |
| 14 | 21 lutego 2014       | ISBN 978-4-06-387956-8 | październik 2020 | ISBN 978-83-65520-45-6 |
| Lista rozdziałów - 094. Sugestia kapitulacji (jap. 降伏勧告 Kōfuku kankoku) - 095. Zapomniana rzecz (jap. 忘れ物 Wasuremono) - 096. Niepokonany (jap. 無敵 Muteki) - 097. Imperator rebelii (jap. 叛逆の帝王 Hangyaku no teiō) - 098. Dwa raje (jap. ふたつの楽土 Futatsu no rakudo) - 099. Wypłynięcie (jap. 船出 Funade) - 100. Powrót do domu (jap. 帰郷 Kikyō) |                      |                        |                  |                        |
| 15 | 23 października 2014 | ISBN 978-4-06-387999-5 | maj 2021         | ISBN 978-83-65520-49-4 |
| Lista rozdziałów - 101. Rybitwa uwięziona cz. I (jap. 繋がれたアジサシ(クリーア)1 Tsunagareta ajisashi (kurīa) 1) - 102. Rybitwa uwięziona cz. II (jap. 繋がれたアジサシ(クリーア)2 Tsunagareta ajisashi (kurīa) 2) - 103. Rybitwa uwięziona cz. III (jap. 繋がれたアジサシ(クリーア)3 Tsunagareta ajisashi (kurīa) 3) - 104. Rybitwa uwięziona cz. IV (jap. 繋がれたアジサシ(クリーア)4 Tsunagareta ajisashi (kurīa) 4) - 105. Rybitwa uwięziona cz. V (jap. 繋がれたアジサシ(クリーア)5 Tsunagareta ajisashi (kurīa) 5) - 106. Rybitwa uwięziona cz. VI (jap. 繋がれたアジサシ(クリーア)6 Tsunagareta ajisashi (kurīa) 6) - 107. Rybitwa uwięziona cz. VII (jap. 繋がれたアジサシ(クリーア)7 Tsunagareta ajisashi (kurīa) 7) |                      |                        |                  |                        |
| 16 | 23 czerwca 2015      | ISBN 978-4-06-388062-5 | maj 2021         | ISBN 978-83-65520-49-4 |
| Lista rozdziałów - 108. Rybitwa uwięziona cz. VIII (jap. 繋がれたアジサシ(クリーア)8 Tsunagareta ajisashi (kurīa) 8) - 109. Rybitwa wyzwolona (jap. 放たれたアジサシ(クリーア) Hanatareta ajisashi (kurīa)) - 110. Na Morze Północne (jap. 北海横断 Hokkai Ōdan) - 111. Od wojownika do wojownika (jap. 戦士から、戦士へ Senshi kara, senshi e) - 112. Obowiązek zemsty (jap. 復讐の義務 Fukushū no gimu) - 113. Problematyczni (jap. 厄介な奴ら Yakkai na Yatsura) - 114. Łowca i zwierzyna cz. I (jap. 狩る者 狩られる者1 Karu mono karareru mono 1) - 115. Łowca i zwierzyna cz. II (jap. 狩る者 狩られる者2 Karu mono karareru mono 2)                                                                                     |                      |                        |                  |                        |
| 17 | 22 stycznia 2016     | ISBN 978-4-06-388109-7 | grudzień 2021    | ISBN 978-83-65520-71-5 |
| Lista rozdziałów - 116. Łowca i zwierzyna cz. III (jap. 狩る者 狩られる者3 Karu mono karareru mono 3) - 117. Łowca i zwierzyna cz. IV (jap. 狩る者 狩られる者4 Karu mono karareru mono 4) - 118. Łowca i zwierzyna cz. V (jap. 狩る者 狩られる者5 Karu mono karareru mono 5) - 119. Łowca i zwierzyna cz. VI (jap. 狩る者 狩られる者6 Karu mono karareru mono 6) - 120. Łowca i zwierzyna cz. VII (jap. 狩る者 狩られる者7 Karu mono karareru mono 7) - 121. Łowca i zwierzyna cz. VIII (jap. 狩る者 狩られる者8 Karu mono karareru mono 8) - 122. Łowca i zwierzyna cz. IX (jap. 狩る者 狩られる者9 Karu mono karareru mono 9)                                                                                                |                      |                        |                  |                        |
| 18 | 23 sierpnia 2016     | ISBN 978-4-06-388170-7 | grudzień 2021    | ISBN 978-83-65520-71-5 |
| Lista rozdziałów - 123. Pożyczone życie (jap. 借り物の命 Karimono no Inochi) - 124. Wyprawa z Norwegii (jap. ノルウェー出立 Noruwē Shuppatsu) - 125. Konflikt na Bałtyku cz. I (jap. バルト海戦役1 Baruto-kai sen’eki 1) - 126. Konflikt na Bałtyku cz. II (jap. バルト海戦役2 Baruto-kai sen’eki 2) - 127. Konflikt na Bałtyku cz. II (jap. バルト海戦役3 Baruto-kai sen’eki 3) - 128. Konflikt na Bałtyku cz. IV (jap. バルト海戦役4 Baruto-kai sen’eki 4) - 129. Konflikt na Bałtyku cz. V (jap. バルト海戦役5 Baruto-kai sen’eki 5) |                      |                        |                  |                        |
| 19 | 21 kwietnia 2017     | ISBN 978-4-06-388251-3 | maj 2022         | ISBN 978-83-65520-74-6 |
| Lista rozdziałów - 130. Konflikt na Bałtyku cz. VI (jap. バルト海戦役6 Baruto-kai sen’eki 6) - 131. Konflikt na Bałtyku cz. VII (jap. バルト海戦役7 Baruto-kai sen’eki 7) - 132. Konflikt na Bałtyku cz. VIII (jap. バルト海戦役8 Baruto-kai sen’eki 8) - 133. Konflikt na Bałtyku cz. IX (jap. バルト海戦役9 Baruto-kai sen’eki 9) - 134. Konflikt na Bałtyku cz. X (jap. バルト海戦役10 Baruto-kai sen’eki 10) - 135. Konflikt na Bałtyku cz. XI (jap. バルト海戦役11 Baruto-kai sen’eki 11) - 136. Konflikt na Bałtyku cz. XII (jap. バルト海戦役12 Baruto-kai sen’eki 12) |                      |                        |                  |                        |
| 20 | 22 listopada 2017    | ISBN 978-4-06-510362-3 | maj 2022         | ISBN 978-83-65520-74-6 |
| Lista rozdziałów - 137. Konflikt na Bałtyku cz. XIII (jap. バルト海戦役13 Baruto-kai sen’eki 13) - 138. Konflikt na Bałtyku cz. XIV (jap. バルト海戦役14 Baruto-kai sen’eki 14) - 139. Konflikt na Bałtyku cz. XV (jap. バルト海戦役15 Baruto-kai sen’eki 15) - 140. Konflikt na Bałtyku cz. XVI (jap. バルト海戦役16 Baruto-kai sen’eki 16) - 141. Konflikt na Bałtyku cz. XVII (jap. バルト海戦役17 Baruto-kai sen’eki 17) - 142. Konflikt na Bałtyku cz. XVIII (jap. バルト海戦役18 Baruto-kai sen’eki 18) - 143. Konflikt na Bałtyku cz. XIX (jap. バルト海戦役19 Baruto-kai sen’eki 19) - 144. Konflikt na Bałtyku cz. XX (jap. バルト海戦役20 Baruto-kai sen’eki 20)                                                     |                      |                        |                  |                        |
| 21 | 23 sierpnia 2018     | ISBN 978-4-06-512433-8 | styczeń 2023     | ISBN 978-83-65520-91-3 |
| Lista rozdziałów - 145. Konflikt na Bałtyku cz. XXI (jap. バルト海戦役21 Baruto-kai sen’eki 21) - 146. Konflikt na Bałtyku cz. XXII (jap. バルト海戦役22 Baruto-kai sen’eki 22) - 147. Konflikt na Bałtyku cz. XXIII (jap. バルト海戦役23 Baruto-kai sen’eki 23) - 148. Konflikt na Bałtyku cz. XXIV (jap. バルト海戦役24 Baruto-kai sen’eki 24) - 149. Konflikt na Bałtyku cz. XXV (jap. バルト海戦役25 Baruto-kai sen’eki 25) - 150. Konflikt na Bałtyku cz. XXVI (jap. バルト海戦役26 Baruto-kai sen’eki 26) - 151. Konflikt na Bałtyku cz. XXVII (jap. バルト海戦役27 Baruto-kai sen’eki 27) - 152. Konflikt na Bałtyku cz. XXVIII (jap. バルト海戦役28 Baruto-kai sen’eki 28)                                             |                      |                        |                  |                        |
| 22 | 21 czerwca 2019      | ISBN 978-4-06-515180-8 | styczeń 2023     | ISBN 978-83-65520-91-3 |
| Lista rozdziałów - 153. Konflikt na Bałtyku cz. XXIX (jap. バルト海戦役29 Baruto-kai sen’eki 29) - 154. Konflikt na Bałtyku cz. XXX (jap. バルト海戦役30 Baruto-kai sen’eki 30) - 155. Konflikt na Bałtyku cz. XXXI (jap. バルト海戦役31 Baruto-kai sen’eki 31) - 156. Konflikt na Bałtyku cz. XXXII (jap. バルト海戦役32 Baruto-kai sen’eki 32) - 157. Konflikt na Bałtyku cz. XXXIII (jap. バルト海戦役33 Baruto-kai sen’eki 33) - 158. Konflikt na Bałtyku cz. XXXIV (jap. バルト海戦役33 Baruto-kai sen’eki 34) - 159. Konflikt na Bałtyku cz. XXXV (jap. バルト海戦役35 Baruto-kai sen’eki 35) - 160. Konflikt na Bałtyku cz. XXXVI (jap. バルト海戦役36 Baruto-kai sen’eki 36)                                           |                      |                        |                  |                        |
| 23 | 22 listopada 2019    | ISBN 978-4-06-517507-1 | wrzesień 2023    | ISBN 978-83-67799-09-6 |
| Lista rozdziałów - 161. Decyzja Sigurda (jap. シグルドの決断 Shigurudo no ketsudan) - 162. Powrót Sigurda do domu (jap. シグルドの帰還 Shigurudo no kikan) - 163. Panicz Sigi i Halluś (jap. シグやんとハトちゃん Shigu-yan to Hato-chan) - 164. Sprzeciw Sigurda (jap. シグルドの反抗 Shigurudo no hankō) - 165. Odejście Sigurda (jap. シグルドの出立 Shigurudo no shuttatsu) - 166. Wesele (jap. 結婚 Kekkon) |                      |                        |                  |                        |
| 24 | 23 października 2020 | ISBN 978-4-06-521004-8 | wrzesień 2023    | ISBN 978-83-67799-09-6 |
| Lista rozdziałów - 167. Podróż na zachód cz. I (jap. 西方航路① Seihō kōro (1)) - 168. Podróż na zachód cz. II (jap. 西方航路② Seihō kōro (2)) - 169. Podróż na zachód cz. III (jap. 西方航路③ Seihō kōro (3)) - 170. Podróż na zachód cz. IV (jap. 西方航路④ Seihō kōro (4)) - 171. Podróż na zachód cz. V (jap. 西方航路⑤ Seihō kōro (5)) - 172. Podróż na zachód cz. VI (jap. 西方航路⑥ Seihō kōro (6)) - 173. Podróż na zachód cz. VII (jap. 西方航路⑦ Seihō kōro (7)) - 174. Podróż na zachód cz. VIII (jap. 西方航路⑧ Seihō kōro (8)) - 175. Podróż na zachód cz. IX (jap. 西方航路⑨ Seihō kōro (9)) |                      |                        |                  |                        |
| 25 | 21 lipca 2021        | ISBN 978-4-06-523605-5 | grudzień 2023    | ISBN 978-83-67799-21-8 |
| Lista rozdziałów - 176. Podróż na zachód cz. X (jap. 西方航路⑩ Seihō kōro (10)) - 177. Podróż na zachód cz. XI (jap. 西方航路⑪ Seihō kōro (11)) - 178. Podróż na zachód cz. XII (jap. 西方航路⑫ Seihō kōro (12)) - 179. Podróż na zachód cz. XIII (jap. 西方航路⑬ Seihō kōro (13)) - 180. Podróż na zachód cz. XIV (jap. 西方航路⑭ Seihō kōro (14)) - 181. Nazwa wioski (jap. 村の名前は Mura no namae wa) - 182. Najstraszniejszy facet (jap. いちばん恐ろしい男 Ichiban osoroshii otoko) - 183. Lud tubylczy (jap. 先住民 Senjūmin) |                      |                        |                  |                        |
| 26 | 23 maja 2022         | ISBN 978-4-06-527928-1 | grudzień 2023    | ISBN 978-83-67799-21-8 |
| Lista rozdziałów - 184. L’nu (jap. ウーヌゥ Wunu) - 185. Sen Niskawaji’j (jap. ニスカワジージュの夢 Nisukawajīju no yume) - 186. Udręka Kordelii (jap. コ—デリアの懊悩 Kōderia no ōnō) - 187. Wyprawa Niskawaji’j (jap. ニスカワジージュの探検 Nisukawajīju no tanken) - 188. Hild i bóg lasu (jap. ヒルドと森の神 Hirudo to mori no kami) - 189. Tajemna sztuka Miskwekepu’jego (jap. ミスグェゲブージュの秘術 Misugwegebūju no hijutsu) - 190. Dialog ragnaroku (jap. ラグナロク問答 Ragunaroku mondō) - 191. Ten dzień (jap. その日 Sono hi) |                      |                        |                  |                        |
| 27 | 22 czerwca 2023      | ISBN 978-4-06-531910-9 | listopad 2024    | ISBN 978-83-67799-38-6 |
| Lista rozdziałów - 192. Sennen kōro (1) (jap. 千年航路①) - 193. Sennen kōro (2) (jap. 千年航路②) - 194. Sennen kōro (3) (jap. 千年航路③) - 195. Sennen kōro (4) (jap. 千年航路④) - 196. Sennen kōro (5) (jap. 千年航路⑤) - 197. Sennen kōro (6) (jap. 千年航路⑥) - 198. Sennen kōro (7) (jap. 千年航路⑦) - 199. Sennen kōro (8) (jap. 千年航路⑧) - 200. Sennen kōro (9) (jap. 千年航路⑨) - 201. Sennen kōro (10) (jap. 千年航路⑩) |                      |                        |                  |                        |
| 28 | 21 czerwca 2024      | ISBN 978-4-06-535519-0 | listopad 2024    | ISBN 978-83-67799-38-6 |
| Lista rozdziałów - 202. Sennen kōro (11) (jap. 千年航路⑪) - 203. Sennen kōro (12) (jap. 千年航路⑫) - 204. Sennen kōro (13) (jap. 千年航路⑬) - 205. Sennen kōro (14) (jap. 千年航路⑭) - 206. Sennen kōro (15) (jap. 千年航路⑮) - 207. Sennen kōro (16) (jap. 千年航路⑯) - 208. Sennen kōro (17) (jap. 千年航路⑰) - 209. Sennen kōro (18) (jap. 千年航路⑱) |                      |                        |                  |                        |